# Weare
Weare és una població dels Estats Units a l'estat de Nou Hampshire. Segons el cens del 2000 tenia 7.776 habitants.

## Demografia
Segons el cens del 2000, Weare tenia 7.776 habitants, 2.618 habitatges, i 2.117 famílies. La densitat de població era de 51 habitants per km².
Dels 2.618 habitatges en un 48,2% hi vivien nens de menys de 18 anys, en un 71% hi vivien parelles casades, en un 5,6% dones solteres, i en un 19,1% no eren unitats familiars. En el 13,4% dels habitatges hi vivien persones soles el 2,6% de les quals corresponia a persones de 65 anys o més que vivien soles. El nombre mitjà de persones vivint en cada habitatge era de 2,97 i el nombre mitjà de persones que vivien en cada família era de 3,28.
Per edats la població es repartia de la següent manera: un 32% tenia menys de 18 anys, un 5,7% entre 18 i 24, un 36,8% entre 25 i 44, un 20,7% de 45 a 60 i un 4,7% 65 anys o més.
L'edat mediana era de 34 anys. Per cada 100 dones de 18 o més anys hi havia 99,5 homes.
La renda mediana per habitatge era de 59.924$ i la renda mediana per família de 62.661$. Els homes tenien una renda mediana de 38.986$ mentre que les dones 27.643$. La renda per capita de la població era de 22.217$. Entorn de l'1,5% de les famílies i el 2,5% de la població estaven per davall del llindar de pobresa.